# Suối So Lo
Phụ lưu số 70 (Suối So Lo) là một con sông đổ ra Sông Đà. Sông có chiều dài 21 km và diện tích lưu vực là 110 km². Phụ lưu số 70 (Suối So Lo) chảy qua các tỉnh Sơn La, Hoà Bình.